# Bo Frid
Bo Frid, född 1940, är en svensk teolog och klassisk filolog.
Frid. som är docent i grekiska, var lektor vid Teologiska fakulteten, Lunds universitet 1974–2006. Han är även präst i Svenska kyrkan.[källa behövs]

## Publikationer
- Thomasevangeliet: med Jesusorden från Oxyrhynchus tillsammans med Jesper Svartvik. Arcus 2002, ISBN 91-88552-42-X
- "Structure and argumentation in 1 Cor 12", ingår i Svensk exegetisk årsbok, Uppsala exegetiska sällskap, ISSN 1100-2298, 1995, sid. 95–113.
- Ten Uppsala papyri, Habelt 1981 ISBN 3-7749-1838-4
- De resurrectione: Epistula ad Rheginum, Symbolae biblicae Upsalienses 1967, Libris 8220580
- Filippusevangeliet, Symbolae biblicae Upsalienses 1966, Libris 8220575